# Val-des-Marais

Val-des-Marais este o comună în departamentul Marne, Franța. În 2009 avea o populație de 561 de locuitori.